# Alfred Bamberger
Alfred Bamberger (* 10. Juni 1957 in Wintershof, heute Eichstätt) ist ein deutscher Politiker (AfD). Er ist seit 2022 Mitglied des Landtags von Baden-Württemberg.

## Ausbildung und Beruf
Bamberger ist Reserveoffizier der Bundeswehr. Nach einem Studium an der TU München erlangte er einen Abschluss als Dipl.-Informatiker. Er arbeitete drei Jahre lang Hardwareentwickler in München, anschließend in verschiedenen Funktionen im Bereich der Softwareentwicklung, zuletzt als selbständiger Softwareentwickler.

## Politik
Bamberger trat 2013 in die AfD ein und wurde deren erster Kreissprecher im Enzkreis. Seit 2019 ist er Mitglied des Gemeinderats der Stadt Pforzheim. Bei der Landtagswahl in Baden-Württemberg 2021 kandidierte er als Ersatzbewerber von Bernd Grimmer im Landtagswahlkreis Pforzheim. Nach dessen Tod rückte er am 5. Januar 2022 für ihn in den Landtag nach. Bei der Landtagswahl 2026 kandidiert Bamberger nicht erneut.

## Kontroversen
Bamberger löste im Jahr 2015 einen Skandal durch ein Posting auf der Internetplattform Facebook aus. Mit Blick auf die Flüchtlingskrise in Deutschland 2015/2016 schrieb er: 

„Ist es nicht so, dass den Anwohnern oder Bewohnern einer Kommune alternativlos – wie immer – eine Einrichtung vor die Nase gesetzt wird, die sie einfach nicht haben wollen und deshalb in Form von zivilen Ungehorsam die geplanten Flüchtlingsunterkünfte einfach abfackeln?“

Der Post löste allgemeines Entsetzen aus. Der Fraktionschef von Bündnis 90/Die Grünen im Landtag von Baden-Württemberg Andreas Schwarz äußerte hierzu, wer „zynische Witze auf brennende Flüchtlingsheime“ mache, habe „im Landtag nichts verloren“. Einem „Botschafter von Gewalt, Rassismus und Hetze“ müsse die AfD-Fraktion die Mitgliedschaft verweigern. Auch die Fraktionschefs von CDU, SPD und FDP/DVP schlossen sich der Forderung an die AfD an, Bamberger nicht in die Fraktion aufzunehmen.